# LEB G 3/3 8
Im Jahre 1910 stellte die Lausanne–Échallens–Bercher-Bahn (LEB) eine meterspurige Tenderlokomotive der Bauart G 3/3 mit der Betriebsnummer 8 in Dienst. Die Lokomotive ist betriebsfähig erhalten geblieben und wird für Nostalgiezüge eingesetzt.
Die als Einzelstück mit der Werknummer 2095 durch die Schweizerische Lokomotiv- und Maschinenfabrik in Winterthur (SLM) erbaute Dampflokomotive hat ein Dienstgewicht von 23,2 t und eine Höchstgeschwindigkeit von 30 km/h.

## Geschichte
Nach der Streckeneröffnung von Échallens nach Bercher und der Eröffnung der Milchpulverfabrik der Firma Nestlé in Bercher stieg der Güterverkehr sprunghaft an. Die noch aus den 1870er-Jahren stammenden zweiachsigen Dampflokomotiven mussten Anfang des 20. Jahrhunderts auch altershalber durch Neubaulokomotiven ersetzt werden. So lieferte die SLM 1903 und 1905 die beiden baugleichen Tenderlokomotiven G 3/3 6 Gros-de-Vaud und 7 Talent. 1910 folgte als Einzelstück die gegenüber den G 3/3 6 und 7 etwas stärkere G 3/3 8 Zwillingsdampflokomotive mit Walschaerts-Steuerung, Spindel- und Hardy-Vakuumbremse. Es war die letzte neu an die LEB gelieferte Dampflokomotive. Mit ihrem Erscheinen wurden die zweiachsigen Dampflokomotiven ausgemustert. Wohl wurden 1920 und 1921 noch Dampflokomotiven beschafft. Die 1893 durch die Elsässische Maschinenbau-Gesellschaft Grafenstaden (EMBG) erbauten Mallet-Lokomotiven G 2×2/2 1 bis 3 wurden jedoch gebraucht von der Yverdon–Sainte-Croix-Bahn (YSteC) übernommen.

## Einsatzgebiete
Nach der Ablieferung im Jahre 1910 führte die Dampflokomotive Personen- und Güterzüge von Lausanne-Chauderon über Échallens nach Bercher. Nach der Elektrifizierung der LEB im Jahre 1936 wurde die Dampflokomotive überzählig und in Échallens remisiert. 1941 bis 1945 war sie als Folge des Zweiten Weltkriegs als Kriegsreserve in Montbovon stationiert.
1945 bis 1977 verkehrte die Dampflokomotive auf der Werkbahn Bözingen–Mett bei Biel. Dabei war sie im Eigentum der Holzwerke Renfer; sie wurde auch von dessen Personal betrieben und, was den Kleinunterhalt betraf, auch gewartet. Ab 1967 übernahm jedoch ein durch Moyse neu erbaute Tm 2/2 Diesellok weitgehend den Werkverkehr.
1973 führte die Dampflokomotive kurzzeitig Dampfzüge anlässlich der 100-Jahr-Feier der LEB. Nachdem die Hauptwerkstätte der Schweizerischen Bundesbahnen (SBB) in Biel keine Dampflokomotiven mehr unterhalten konnten, wurde die Dampflokomotive 1977 an die LEB abgegeben. Seither ist sie wieder betriebsfähig in Échallens stationiert.

## Farbgebung
Mit Stand 2015 ist die Dampflokomotive komplett schwarz angestrichen.

## Verbleib
Seit 1977 verkehrt die Dampflokomotive regelmässig vor historischen Zügen, derzeit zwischen Cheseaux, Échallens und Bercher auf ihrem ursprünglichen Streckennetz. Dazu stehen die Personenwagen C2 10, B2 11, C2 12, und C2 20 sowie der Postwagen Z2 5, der zum Barwagen umgebaut wurde, zur Verfügung.